# Алмаз-АЛРОСА
МФК «Алмаз-АЛРОСА» — российский мини-футбольный клуб из Мирного, в 1992—2008 годах — футзальный клуб. С сезона 2004/5 играет в Высшей лиге, втором дивизионе в структуре российского мини-футбола.

## История
Футзальный клуб «Алмаз-АЛРОСА» основан в 1992 году. Вскоре он стал одним из сильнейших клубов России, и в 2000 году мирнинцам впервые удалось выиграть чемпионат России по футзалу. В 2004 году «Алмаз-АЛРОСА» заявил команду в мини-футбольную Высшую Лигу, при этом продолжая выступать в футзальном первенстве. Игра на два фронта привела к низким результатам, и клуб решил сосредоточиться на футзале. 
В 2005 году клуб победил на VI, домашнем, чемпионате мира по футболу в залах среди клубов, обыграв в финале соседей по Якутии нерюнгринский «Концентрат» со счётом 4:2. «Якутское дерби» футбола в залах можно было отнести к самым принципиальным противостояниям клуба: в финале V чемпионата мира в 2002 году также встретились две эти команды, но со счётом 2:1 победил клуб из Нерюнгри.
Однако, в 2008 году было принято решение уже о полном переходе команды из футзала в мини-футбол. Сезон 2008—2009 «Алмаз-АЛРОСА» начал в Высшей Лиге, где под руководством Юрия Хайрулина клуб достиг двух побед, становился серебряным и дважды бронзовым призёром турнира.
В 2019 году клуб был расформирован.

## Достижения
Футзал AMF
- Чемпион мира среди мужских клубных команд: 2005
- Трёхкратный обладатель Кубка Европейских чемпионов: 1999, 2004, 2005
- Чемпионат России
  - двукратный чемпион: 2000, 2004
  - трёхкратный серебряный призёр: 1993, 1998, 2003
  - пятикратный бронзовый призёр: 1994, 1995, 2000, 2003, 2006
- Обладатель Кубка России: 1998
- Обладатель Кубка Восточной Конференции: 1997

Футзал FIFA
- Первенство России среди команд клубов Высшей лиги:
  -  Золото (3): 2009/2010, 2011/2012, 2018/2019

## Выступления в чемпионатах России
| Сезон     | Лига             | Место                    |
| --------- | ---------------- | ------------------------ |
| 2004-2005 | Высшая лига (II) | 17                       |
| 2008-2009 | Высшая лига (II) | 4 (плей-офф: 1/4 финала) |
| 2009-2010 | Высшая лига (II) | 1                        |
| 2010-2011 | Высшая лига (II) | 4                        |
| 2011-2012 | Высшая лига (II) | 1                        |
| 2012-2013 | Высшая лига (II) | 3                        |
| 2013-2014 | Высшая лига (II) | 3                        |
| 2014-2015 | Высшая лига (II) | 2                        |
| 2015-2016 | Высшая лига (II) | 2                        |
| 2016-2017 | Высшая лига (II) | 5 в группе «Запад»       |
| 2017-2018 | Высшая лига (II) | 3                        |
| 2018-2019 | Высшая лига (II) | 1                        |